# Bakassi

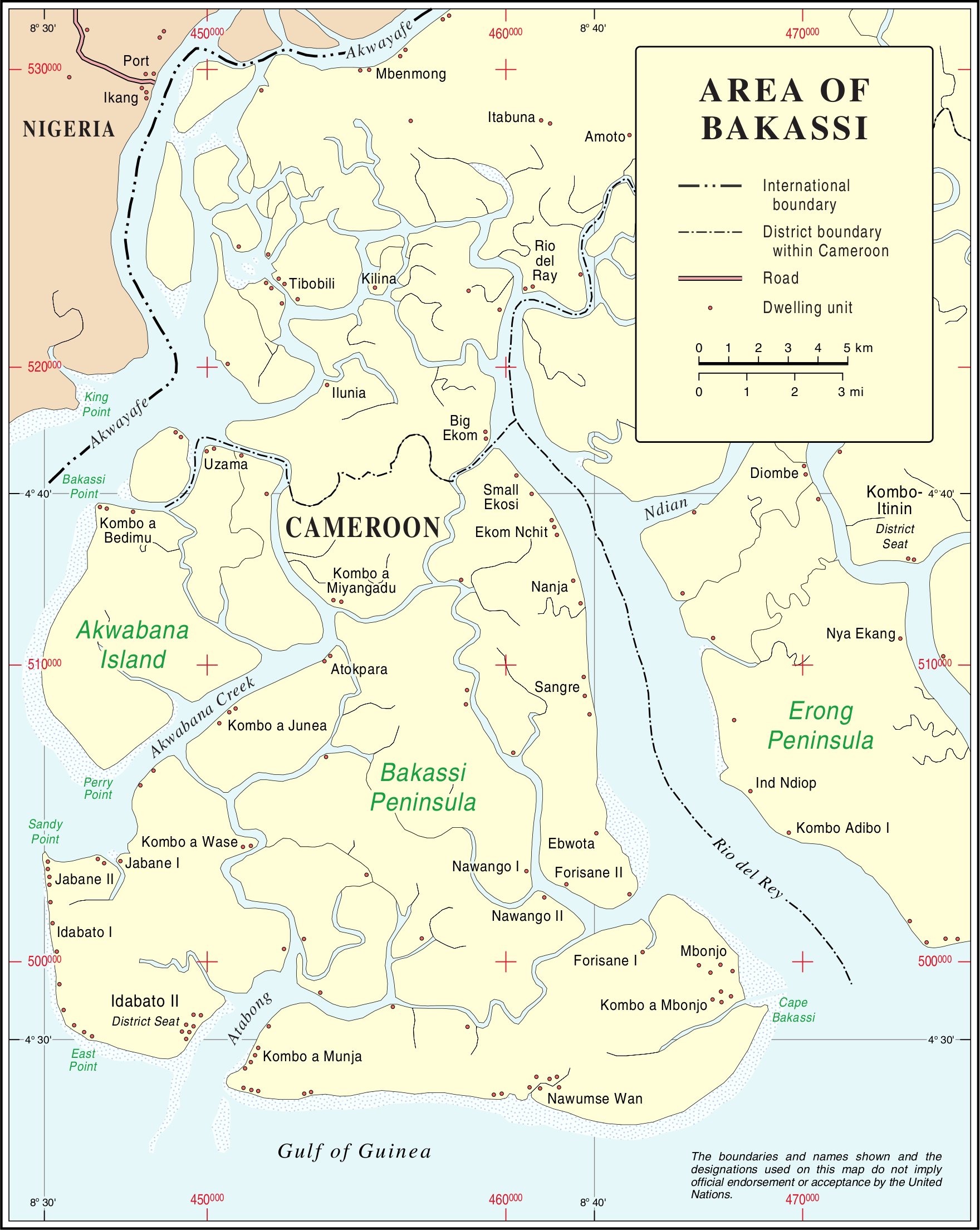
Mapa da península de Bakassi.

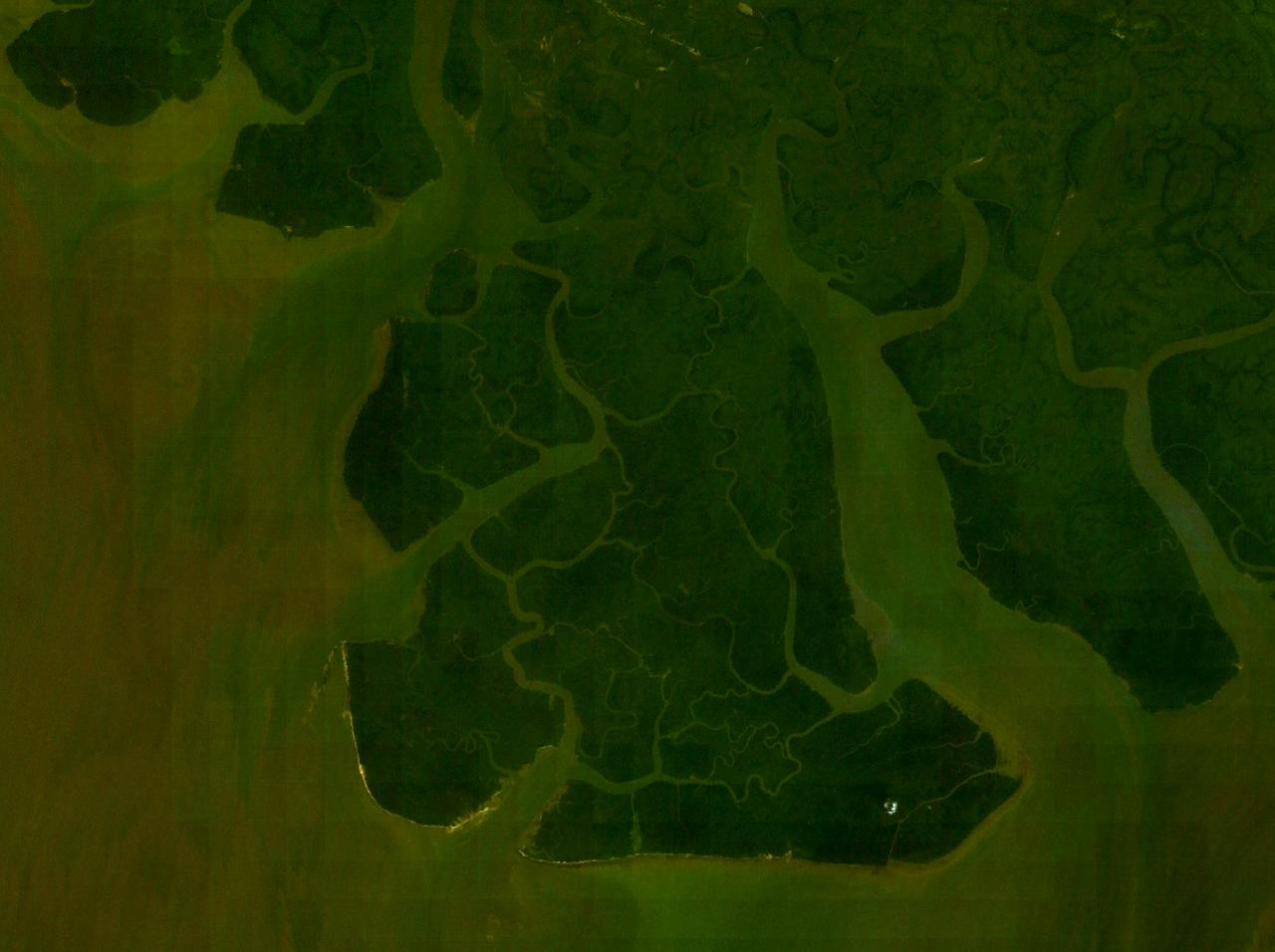
Imagem de satélite da península de Bakassi.

Bakassi é uma península da República dos Camarões, na costa atlântica de África. Foi administrada pela Nigéria até o Tribunal Internacional de Justiça ter sentenciado em 2002 que o território é de soberania camaronesa, obrigando a sua cedência aos Camarões. Esta cedência ocorreu finalmente em 14 de agosto de 2008.

## Geografia e economia
A península está situada entre as latitudes 4°25' e 5°10'N, e longitudes 8°20' e 9°08'E. Consiste de uma série de ilhas cobertas de mangais, tendo no total uma área de 665 km². A população é de entre 150 000 e 300 000 habitantes.
Bakassi está situada no extremo oriental do Golfo da Guiné. A combinação de duas correntes marinhas, uma quente (corrente da Guiné, ou para o efique, Aya Efiat) e uma fria (corrente de Benguela, ou em efique, Aya Ubenekang) cria uma grande quantidade de vida marinha, que é a principal fonte de rendimentos para a maioria dos habitantes.
Prevê-se que, devido à sua localização geográfica, Bakassi tenha depósitos de petróleo, embpra ainda não se tenha descoberto nenhum depósito cuja comercialização seja viável economicamente.

## História
Um reino foi fundado em Bakassi por volta de 1450 pelos efiques na costa sudeste da Nigéria, e foi incluído no âmbito político do Reino Calabar juntamente com a zona dos Camarões do Sul.
Em meados da década de 1880, exploradores alemães foram os primeiros europeus a navegar através do rio Akwayife. Em consequência, Bakassi fez parte da colónia alemã dos Camarões.
Durante a partilha europeia de África, a rainha Vitória assinou um "Tratado de Proteção com o Rei e Chefes de Calabar" em 10 de Setembro de 1884. Deste modo o Reino Unido pôde passar a ter controlo sobre a totalidade do território de Calabar, incluindo Bakassi. Após a Primeira Guerra Mundial, a França passou a controlar esta península.
A zona passou então a tornar-se de facto parte da república da Nigéria, embora a fronteira com os Camarões nunca tenha sido permanentemente delimitada.  
Mesmo após os Camarões do Sul terem optado em 1961 por deixar a Nigéria e fazer parte dos Camarões, Bakassi permaneceu sob administração Calabar na Nigéria. Durante a guerra do Biafra, numerosos nigerianos fugiram das suas zonas de residência para se estabelecerem em Bakassi. Em 1994, o presidente nigeriano Sani Abacha mandou o exército para Bakassi; em resposta, os Camarões enviaram o conflito para o TIJ em Haia, tendo a sentença do TIJ sido favorável aos Camarões em 2002.

### Disputa territorial

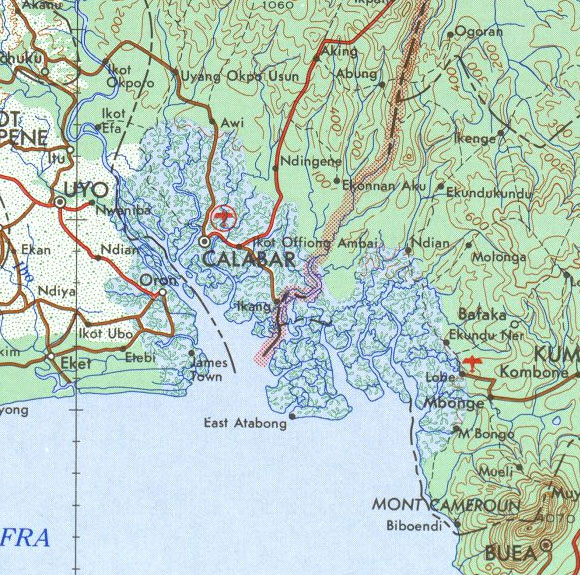
A fronteira Camarões-Nigéria num mapa de 1963, com a península de Bakassi no meio.

Nigéria e Camarões disputaram a soberania sobre Bakassi durante muitos anos. Em 1981, ambos os países estiveram perto da guerra em Bakassi e na fronteira norte (Lago Chade). Novos incidentes armados ocorreram em princípio da década de 1990. Os Camarões levaram o caso ao Tribunal Internacional de Justiça em 29 de março de 1994.
O caso foi muito complicado. A base do caso nigeriano era correspondência anglo-germana datando de 1885 e tratados entre as potencias coloniais e os dirigentes indígenas, em particular o Tratado de Proteção de 1884. A base do caso camaronês era o tratado anglo-germano de 1913, que definia esferas de controlo na região, e dois tratados assinados nos anos 70 entre Camarões e Nigéria: A Declaração de Yaundé II de 4 de abril de 1971, e a Declaração Marua de 1 de junho de 1975, ambas orientadas para definir fronteiras marítimas entre os dois países. A linha acordada começava a oeste da península, o que implicava a soberania camaronesa sobre esta. A Nigéria nunca ratificou o acordo.

### Veredicto do Tribunal Internacional de Justiça
Em 10 de outubro de 2002, e baseando-se principalmente em acordos anglo-germanos, o TIJ atribuiu a soberania sobre Bakassi aos Camarões. O TIJ ordenou à Nigéria transferir a soberania sobre o território, mas não que os habitantes tivessem que emigrar o mudar a sua nacionalidade. Depois da consternação criada na Nigéria pelo veredicto, este país negou-se a retirar as suas tropas de Bakassi. O veredicto foi apoiado pela Organização das Nações Unidas, que ameaçou a Nigéria com sanções e mesmo com o uso da força para cumprir a sentença arbitral.

### Resolução do conflito
Em 13 de junho de 2006, o presidente Olusegun Obasanjo da Nigéria e o presidente Paul Biya dos Camarões resolveram a disputa em conversações lideradas pelo Secretario Geral da ONU Kofi Annan em Nova Iorque. Obasanjo acordou retirar as tropas nigerianas dentro de 60 dias e transferir completamente o território para o controlo camaronês dentro dos dois anos seguintes.

### Retirada nigeriana
Nigéria começou a retirar os seus militares, cerca de 3000 soldados, em 1 de agosto de 2006 e numa cerimónia a 14 de agosto realizou-se a entrega formal da parte norte da península. No entanto, a outra parte permaneceria sob controlo das autoridades civis nigerianas por dois anos mais,  até que finalmente em 14 de agosto de 2008 a Nigéria cedeu Bakassi aos Camarões na presença de uma missão da ONU.